# Петров, Аполлон Александрович
Аполло́н Алекса́ндрович Петро́в (1907—1949) — советский государственный деятель, учёный-китаевед, историк китайской философии и дипломат. Доктор философских наук. Чрезвычайный и полномочный посол.

## Биография
Родился в 1907 году.
В 1935 году был научным сотрудником Ленинградского отделения Института востоковедения Академии наук, специалистом по древней китайской философии.
С 1941 года работал в НКИД СССР.
В мае 1942 года, с семьёй, Петров выехал в Чунцин, где тогда временно находилось возглавляемое Чан Кайши правительство Китая. Петров был направлен туда на работу в качестве первого секретаря.
С 1943 года — советник Посольства СССР в Китае. С этого же года и по апрель 1945 — заместитель заведующего Отделом печати НКИД СССР и заведующий Отделом печати НКИД СССР.
С 3 апреля 1945 по 25 февраля 1948 года — чрезвычайный и полномочный посол СССР в Китае. Вручение верительных грамот состоялось 8 мая 1945 года.
В 1948—1949 годах — эксперт-консультант Архивного управления МИД СССР.
Член ВКП(б). 
Скоропостижно скончался 11 января 1949 года в Москве. Похоронен на Ваганьковском кладбище.
Работы А. А. Петрова положили начало марксистскому подходу к истории китайской философии. В своих работах А.А. Петров стремился доказать существование материалистической традиции в истории древнекитайской мысли. К этой традиции он относил философские взгляды мыслителя ханьского времени Ван Чуна. Данный подход к изучению истории китайской философии был продолжен Ян Хиншуном и Л.Д. Позднеевой.
Награды
- орден Ленина (5 ноября 1945)
- орден Трудового Красного Знамени (3 ноября 1944)

### Личная жизнь
Осенью 1935 года женился на Юлии Павловне Аверкиевой (1907—1980), усыновив её дочь Елену (1934—1998). В 1937 году у них появилась вторая дочка — Зина (1937—2003).
По политическим мотивам Аверкиева была арестована 25 ноября 1947 года. В заключении 28 апреля 1948 года Юлия Павловна родила сына, которого у неё отобрали через две недели и отдали в детский дом, ничего не сказав о нём Аполлону Александровичу Петрову.

## Труды
- Философия Китая в русском буржуазном китаеведении.(Критико-библиографический очерк).// Библиография Востока. Вып.7 (1934). М.-Л., 1935.
- Ван Би и основные проблемы его философского мировоззрения (226—249 гг. н. э.) Л., 1935.
- Ван Би (226—249): Из истории китайской философии. (Труды ИВ АН СССР. Т.13). М.-Л., Издательство АН, 1936.
- Из истории материалистических идей в древнем Китае (Ван Чун, I в. н.э.) // Вестник древней истории, 1939,№ 3. (8). С.49-71.
- Ван Чун — древнекитайский материалист и просветитель. М., Издательство АН, 1954.
- Ян Чжу — вольнодумец Древнего Китая. // Советское востоковедение. Т.1. М.-Л., 1940.
- Петров А. Китайская философия//БСЭ. Т. 32. М., 1936.